# End of the Wicked
End Of The Wicked es una película de terror nigeriana de 1999 dirigida por Teco Benson y escrita por Helen Ukpabio. Ambientada en un clima africano, la batalla que se desarrolla entre las fuerzas del bien y el mal se cuenta con una representación sobrenatural. Una historia bíblica del destino de los justos e injustos narrada con descripciones llenas de suspenso.

## Sinopsis
Cuenta la historia de cómo las fuerzas de las tinieblas destruyen a las personas buenas y cómo esas personas están siendo salvadas por el poder del Dios Todopoderoso. La película captura y vuelve a contar el destino de los malvados y el resultado de los justos en un mundo de desiguales espirituales, representando la caída de los malvados desde el apogeo de su crueldad hasta su punto más bajo.

## Elenco
- Charles Okafor
- Hilda Dokubo
- Alex Usifo Omiagbo
- Paciencia Oseni
- Larry Okon
- María Ushie
- Helen Ukpabio
- Elizabeth Akpabio
- Iniobong Ukpabio
- Kanu Unoaba
- Abasiofon
- Ramsey Nouah
- Mfonido Ukpabio

## Recepción
La película fue muy controvertida en Nigeria y en el extranjero.